# خواکین لاسو
خواکین لاسو (انگلیسی: Joaquín Laso؛ زادهٔ ۴ ژوئیهٔ ۱۹۹۰) بازیکن فوتبال اهل آرژانتین است.
از باشگاه‌هایی که در آن بازی کرده‌است می‌توان به باشگاه فوتبال اتلتیکو تیگره و باشگاه فوتبال آرژانتینوس جونیورز اشاره کرد.